# Agrokoncerno grupė
UAB Agrokoncerno grupė ist eine  Unternehmensgruppe  in Litauen. 
Dem Konzern gehören 20 Unternehmen, darunter UAB „Agrokoncernas“, UAB „Agrokoncerno grūdai“, UAB „Agrokoncerno technika“ und SIA „Latagrokoncerns“ in Lettland. Gründer ist Ramūnas Karbauskis. 
Das Unternehmen erzielt einen Umsatz von 1,651 Mrd. Litas (2012).  Das Unternehmen unterstützt das Dorf Naisiai (Gemeinde, TV-Serial Naisių vasara, Veranstaltungen wie das Sommer-Festival etc.).